# لوئیز فلچر
استل لوئیز فلچر (به انگلیسی: Estelle Louise Fletcher) (زاده ۲۲ ژوئیهٔ ۱۹۳۴ – درگذشته ٢٣ سپتامبر ٢٠٢٢) هنرپیشه آمریکایی بود.
عمدهٔ شهرت او بخاطر بازی درنقش منفی پرستار رچد در فیلم دیوانه‌ای از قفس پرید در کنار جک نیکلسون بود.

## زندگی‌نامه
با نام تولد استل لوئیز فلچر Louise Fletcher در ۲۲ ژوئیهٔ ۱۹۳۴ در بیرمنگام، آلاباما زاده شد. 
در سن ۸۸ سالگی در ۲۳ سپتامبر ۲۰۲۲ درگذشت.

## زندگی خصوصی
در سال ۱۹۶۰ با جری بیک ازدواج نمود و در سال ۱۹۷۷ از وی جدا شد. آنها صاحب دو فرزند پسر شدند.

## جوایز
- جایزه اسکار بهترین بازیگر نقش اول زن سال ۱۹۷۵ برای فیلم دیوانه از قفس پرید
- جایزه گلدن گلوب بهترین بازیگر زن فیلم درام (۱۹۷۶)
- جایزه بفتای بهترین بازیگر نقش اول زن (۱۹۷۷)
- جایزه حلقه منتقدان فیلم نیویورک برای بهترین بازیگر نقش مکمل زن (۱۹۷۵)
- جایزه ساترن بهترین بازیگر نقش اول زن (۱۹۸۳)
- نامزد جایزه تمشک طلایی بدترین بازیگر نقش مکمل زن (۱۹۸۶)
- نامزد جایزه ساترن بهترین بازیگر نقش مکمل زن (۱۹۸۷)
- ۱۰۰ سال... ۱۰۰ قهرمان و شرور به انتخاب بفا

## بخشی از فیلمشناسی
- دیوانه از قفس پرید در نقش پرستار راچد (۱۹۷۵)
- رولت روسی (۱۹۷۵)
- جن‌گیر ۲: مرتد (۱۹۷۷)
- بانوی سرخ‌پوش (۱۹۷۹)
- آتش‌افروز (۱۹۸۴)
- فولاد آبی (۱۹۹۰)
- چیره‌دستی (۱۹۹۵)
- ۲ روز در دره (۱۹۹۶)
- آبشارهای مالهالند (۱۹۹۶)
- مقاصد بی‌رحمانه (۱۹۹۹)
- کوتاه کردن موهای آدام (۲۰۰۴)
- قهرمان‌ها (۲۰۰۹)
- درمانگاه خصوصی (۲۰۱۰)
- بی‌شرم (۲۰۱۲–۲۰۱۱)
- مرد کامل (۲۰۱۳)